# 신도면 (고양군)
신도면(神道面)은 현재의 고양시 덕양구 삼송동, 효자동, 창릉동, 대덕동, 화전동과 서울특별시 은평구 진관동에 있던 행정구역으로, 북쪽으로는 벽제면과 남쪽으로는 서울특별시 서대문구와 인접해 있었다. 1914년 고양군의 하도면과 양주군에서 편입된 신혈면이 합쳐져서 신혈과 하도에서 따서 신도면이라고 이르게 되었다. 1973년 7월 1일부로 진관내리, 진관외리, 구파발리가 서울특별시 서대문구에 편입되고, 같은 날 남은 지역이 신도읍으로 승격하였다. 1985년 화전출장소가 화전읍으로 분리되었다. 1992년 고양군이 고양시로 승격되면서 신도읍은 3개 동으로, 화전읍은 2개 동으로 분동되었다.